# ベニイロリュウケツジュ
ベニイロリュウケツジュ（学名: Dracaena cinnabari）あるいはソコトラ・ドラゴンツリー（英語: Socotra dragon tree）とはキジカクシ科ドラセナ属の植物の一つで、インド洋の西端、紅海の入り口付近に浮かぶソコトラ島の固有種である。種小名 cinnabari は「竜血の」を意味する。この種の樹皮から採れる赤い樹脂（竜血）は古代から地中海世界にもよく知られ、同島の重要な輸出品であった。
同属のリュウケツジュ（D. draco）よりもさらに乾燥した気候に適応している。

## 分布と生育環境
中東イエメンのアラビア海に浮かぶソコトラ島にのみ生える固有種。ソコトラ島の花崗岩質の山地と石灰岩質の高原を覆う、痩せた乾燥地に適応した樹種である。ソコトラ島はほとんど雨が降らないが、季節と場所によっては朝になると霧が発生する。その際、密生した葉に結露が生じ、その水を滴下させ、根から吸収して育つという。

## 形態
高さは3 - 4メートル (m) で、枝葉は剪定されたかのように揃えられ、キノコ状となっている。大枝が傷つくと染み出てくる樹脂は、血のように透明感のある赤い色をしており、この植物の大きな特徴となっている。葉は剣状で、上を向いている。

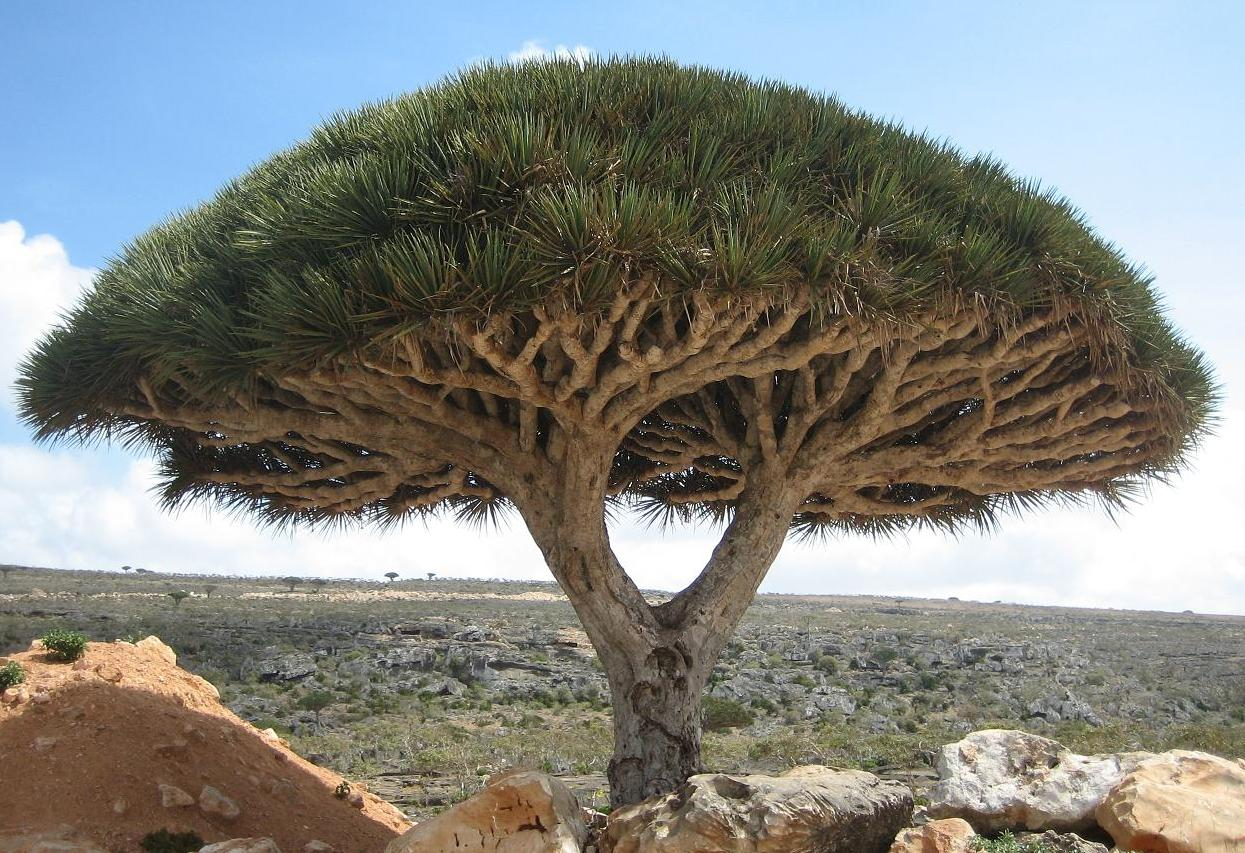
D. cinnabari ソコトラ島特産。

## 保全状況
放牧されているヤギに食害されるため、若木はほとんど残っておらず、絶滅の危機に瀕している。そのため、近年では石などで保護した上での栽培が試みられている。

## 利用
現地の人は、樹皮に傷つけたり、元からある裂け目を広げたりして、1年後に赤い樹液と樹脂を採集する。1本の木から採集する樹脂の稜は500グラム (g) にもなり、乾燥させて板状に成形してから粉にした竜血を作る。17世紀のヨーロッパでは、竜血が万能薬として珍重され、重病患者に処方されたほか、高価な媚薬や口臭清涼剤に配合された。17 - 18世紀の弦楽器製作者アントニオ・ストラディバリは、オウシュウトウヒの木材を使ったヴァイオリンの製作に、竜血を混ぜたニスを塗っていた。
現在では、抗菌物質や抗炎症物質が含まれていることがわかっており、現地ではうがい薬や、吹き出物、腫れ物の治療薬として利用される。

## 文化
ソコトラ島は地中海とインドを結ぶ貿易ルートの中継地であったため、インドの商人がヒンズー教の神話と一緒に、ベニイロリュウケツジュから採れる樹脂を市場に広めたのではないかと考えられている。神話・伝承によると、ソコトラ島でゾウと竜が激しい戦いを繰り広げ、ゾウの血を飲んだ竜が、血を失ったゾウの下敷きになり、両者の血が大量にまき散らされたという。この神話が紀元前1世紀のギリシャで航海案内書に記され、それを読んだ大プリニウスが『博物誌』で紹介し広く知られることとなった。属名の Dracaena（ドラカエナ）は、ギリシャ語で「メスの竜」の意味で、この木の樹脂は多くの言語で「竜の血」を意味する言葉で表現されている。